# Adrià Moreno
Adrià Moreno Sala (Olot, 19 augustus 1991) is een voormalig Spaans wielrenner.

## Carrière
Tussen oktober 2015 en eind 2017 reed Moreno voor het Britse Team Raleigh GAC. Namens die ploeg nam hij deel aan onder meer de RideLondon Classic in 2016 en de Ronde van Yorkshire in 2017. In 2018 deed Moreno een stap terug naar het Franse AVC Aix-en-Provence. In dat jaar won hij het bergklassement in het Circuit des Ardennes en werd hij zevende in het eindklassement van de Ronde van de Jura en elfde in dat van zowel de Ronde van Savoie-Mont Blanc als de Ronde van de Elzas. Twee jaar later werd hij zesde in de Ronde van Savoie-Mont Blanc, op vierenhalve minuut van winnaar Pierre Rolland.
In 2021 maakte Moreno de overstap naar het Oostenrijkse Team Vorarlberg. Namens die ploeg werd hij in mei van dat jaar zesde in de door Guillaume Martin gewonnen eerste editie van de Mercan'Tour Classic Alpes-Maritimes. Vanaf augustus liep Moreno stage bij Burgos-BH. Tijdens zijn stageperiode startte hij in de Ronde van Portugal, waar hij na tien etappes op de dertiende plek in het algemeen klassement eindigde. Na zijn stagecontract werd Moreno in 2022 prof bij diezelfde ploeg. In maart van dat jaar maakte hij zijn debuut in de World Tour door te starten in de Ronde van Catalonië. In de tweede etappe trok hij, samen met Joan Bou en Jonas Iversby Hvideberg, ten aanval. Na de etappe kreeg Moreno de prijs voor de strijdlust uitgereikt.

## Overwinningen
2018
Bergklassement Circuit des Ardennes

## Resultaten in voornaamste wedstrijden
|      | \| Jaar \| Clásica San Sebastián \| \| ---- \| --------------------- \| \| 2022 \| 59e \| |
| Jaar | Clásica San Sebastián                                                                     |
| 2022 | 59e                                                                                       |

## Ploegen
- 2015 –  Team Raleigh GAC (vanaf 15 oktober)
- 2016 –  Team Raleigh GAC
- 2017 –  Team Raleigh GAC
- 2021 –  Team Vorarlberg
- 2021 –  Burgos-BH (stagiair vanaf 1 augustus)
- 2022 –  Burgos-BH

Aparicio · Bol · Cabedo · Díaz (vanaf 3/6) · Domingues · Ezquerra · Fuentes · Langellotti · López-Cózar · Madrazo · Molenaar · Moreno · Muller · Navarro · Okamika · Orts · Pelegrí · Peñalver · Räim · Rubio · Sánchez · Fernández (stagiair) · Franco (stagiair) · Martin (stagiair)